# تعديل كيري وفينجولد
اقترح تعديل كيري وفينجولد (يونيو 2006) انسحاب القوات المسلحة الأمريكية من العراق بحلول يوليو2007 باستثناء عدد قليل منها للحفاظ على الأمن.وقد رُفض الاقتراح في مجلس الشيوخ الأمريكي بأغلبية 86 صوتًا مقابل 13 صوتًا.

## ملخص التصويت
- سؤال: حول التعديل (Kerry Amdt. رقم 4442)
- رقم التصويت: 181
- تاريخ التصويت: 22 حزيران (يونيو) 2006 الساعة 11:07 صباحاً
- مطلوب للأغلبية: 1/2
- نتيجة التصويت: التعديل مرفوض
- رقم التعديل: S.Amdt. 4442 إلى S. 2766 (قانون تفويض الدفاع الوطني للسنة المالية 2007)

### بيان الغرض
المطالبة بإعادة انتشار القوات المسلحة الأمريكية من العراق من أجل تعزيز الحل السياسي في العراق،وتشجيع الشعب العراقي على توفير أمنه وتحقيق النصرفي الحرب على الإرهاب

### أهمية التصويت
- نعم: 13
- عدد: 86
- غير تصويت: 1

## أنظر أيضا
- قرار مجلس النواب المتزامن رقم 63: عدم الموافقة على زيادة القوات
- الصراع في العراق